# أونايصور
الأونايصور (الاسم العلمي:†Unaysaurus) هو جنس منقرض من الزواحف يتبع فصيلة الأونايصورات من رتبة شبيهات عظائيات الأرجل. والأونايصور من الديناصورات العاشبة. تم اكتشافه في جنوب البرازيل في حديقة Paleorrota الجيولوجية في عام 1998 وأعلن عنه في مؤتمر صحفي يوم الخميس 3 ديسمبر 2004، وهو واحد من أقدم الديناصورات المعروفة. يرتبط ارتباطًا وثيقًا بالعظائيات المسطحة التي توجد في ألمانيا مما يشير إلى أنه كان من السهل نسبيًا أن تنتشر الأنواع عبر الكتلة الأرضية العملاقة في ذلك الوقت وهي قارة بانجيا. احافير الأونايصور محفوظة جيدا. وهي تتكون من جمجمة كاملة تقريبًا ، كاملة الفك السفلي ، وهيكل عظمي جزئي به العديد من العظام لا تزال متصلة ببعضها البعض في مواقعها الطبيعية. إنها واحدة من الهياكل العظمية الأكثر اكتمالا لديناصور (بما في ذلك جمجمة كاملة) تواجد في البرازيل.